# اکوتیپ

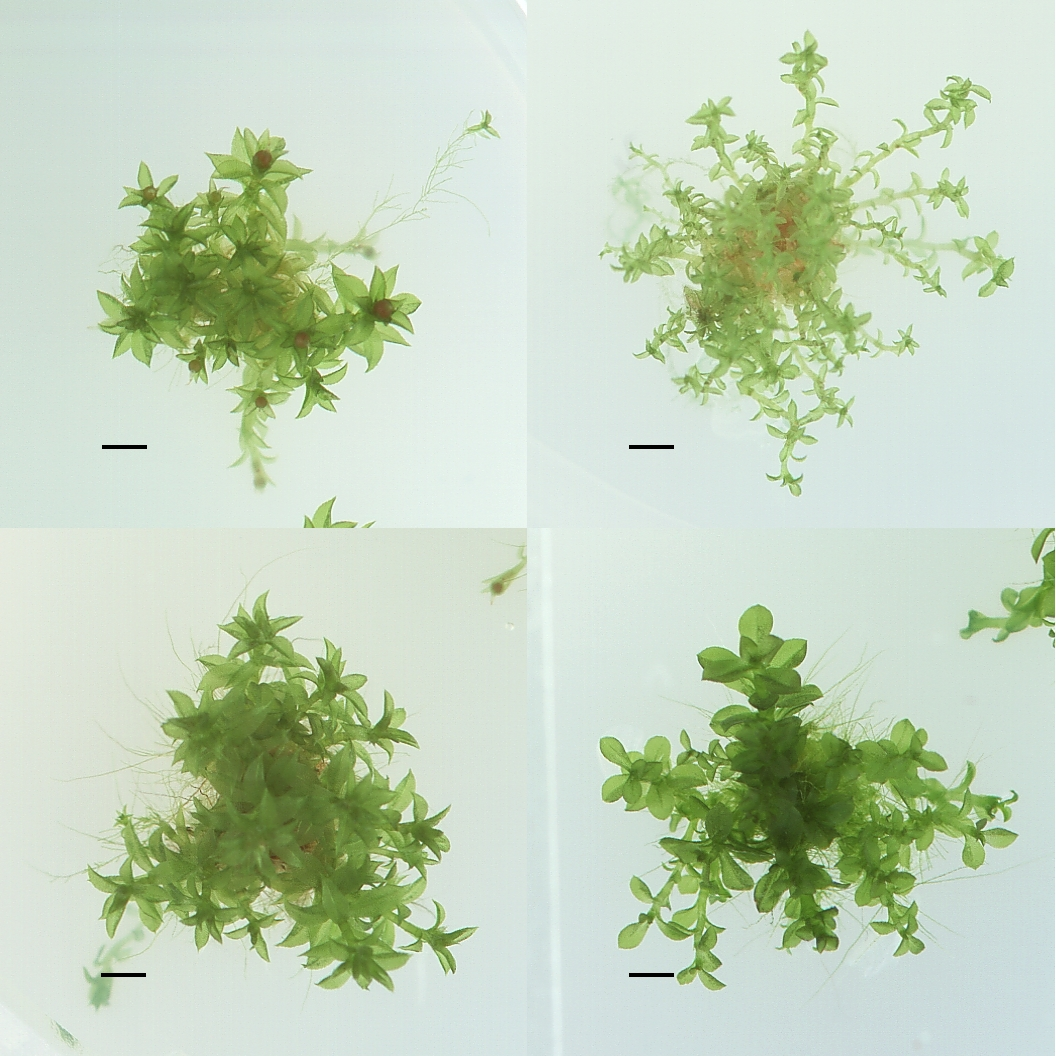
اکوتیپ

تغییرات ژنتیکی که افراد مربوط به یک گونه در نقاط مختلف جغرافیایی پیدا کرده‌اند را اکوتیپ (ecotype) یا بوم‌مونه می‌گویند. به عبارت دیگر، اکوتیپ، انشعابی ژن‌شناختی از یک جمعیت است که با زیستگاهی ویژه سازگار شده است.
به اکوتیپ، بوم‌گونه ecospecies هم گفته شد و بوم‌گونه در زیست‌شناسی این‌گونه تعریف می‌شود: گروهی از افراد یک گونه که تحت تأثیر شرایط بوم‌شناختی معین از سایر گروه‌ها متمایز می‌شوند و دارای توان زادآوری هستند به‌طوری‌که توان زادآوری آنها با یکدیگر بیشتر از افراد سایر گروه‌هاست.